# Neottia listeroides
Neottia listeroides är en orkidéart som beskrevs av John Lindley. Neottia listeroides ingår i släktet näströtter, och familjen orkidéer. Inga underarter finns listade i Catalogue of Life.